# Anonymous Mr. Brown
Anonymous Mr. Brown is een single van Tony Crane uit juni 1967. Het nummer werd geschreven door Jimmy Stewart en Gerry Langley en de single stond in juli meerdere weken in de Fab Forty van Radio Londen.
Op de B-kant stond het nummer In this world en Crane bracht de single ook in Duitsland uit. Een jaar later plaatsten The Cats het nummer op hun tweede elpee. Hun versie belandde in 2013 in de Volendammer Top 1000 die eenmalig werd samengesteld door luisteraars van 16 Noord-Hollandse radio- en televisieomroepen.
Meneer Brown is in het lied een eenzame man die geregeld naar het park gaat. Een vrouw die hij daar altijd ziet mag hem graag, maar dat merkt hij niet op. Op een dag zet ze in scène dat ze gevallen is en meneer Brown zendt haar bloemen. Het verhaal eindigt met een gelukkige liefde.